# Xanthorhoe lucirivata
Xanthorhoe lucirivata är en fjärilsart som beskrevs av W. Warren 1903. Xanthorhoe lucirivata ingår i släktet Xanthorhoe och familjen mätare. Inga underarter finns listade i Catalogue of Life.